# Рим ас-Салем
Рим ас-Салем (араб. ريم السالم‎; род. 1976, Каир) — иорданский независимый консультант по гендерным вопросам, правам беженцев и мигрантов, правосудию переходного периода и гуманитарной реакции. Специальный докладчик ООН по вопросу о насилии в отношении женщин и девочек, его причинах и последствиях с 1 августа 2021 года. Ас-Салем неоднократно обвиняли в трансфобии.

## Биография
Ас-Салем родилась в 1976 году в Каире В 2001 году получила степень магистра в области международных отношений в Американском университете в Каире, столице Египта. В 2003 году получила степень магистра в области прав человека в Оксфордском университете в Великобритании.
В декабре 2008 года ас-Салем проходила практику в Международном центре Файнштейна при Университете Тафтса в Бостоне в штате Массачусетс в США. С января по март 2009 года проходила практику в офисе прокурора Международного уголовного суда (МУС), в Международном уголовном суде в Гааге в Нидерландах.
Ас-Салем 17 лет работала в Управлении верховного комиссара ООН по делам беженцев (UNHCR) как международный чиновник; она занималась делами беженцев из 13 различных стран.
Сотрудничала как независимый консультант по гендерным вопросам, правам беженцев и мигрантов, правосудию переходного периода и гуманитарной реакции с международными организациями, такими как ООН, Управление Верховного комиссара ООН по правам человека (OHCHR), ЮНИСЕФ и Международная организация по миграции (IOM), а также некоммерческими организациями, аналитическими центрами и научными учреждениями. Владеет арабским, английским, французским, немецким и испанским языками.
В июле 2021 года Советом по правам человека ас-Салем была назначена Специальным докладчиком по вопросу о насилии в отношении женщин и девочек, его причинах и последствиях (SRVAW) сроком на три года. Вступила в должность 1 августа.

### Специальный докладчик ООН
Важной частью работы Ас-Салем в качестве специального докладчика являются её заявления о том, что пол и гендер нельзя смешивать, отмечая и то, и другое при сборе данных. Она считает, что в некоторых ситуациях права женщин могут вступать в противоречие с правами трансгендерных людей.
Ас-Салем выступала против законопроекта о реформе признания гендера в Шотландии, утверждая, что он «откроет двери агрессивным мужчинам». Её заявление было раскритиковано Независимым экспертом по сексуальной ориентации и гендерной идентичности ООН, Виктором Мадригаль-Борлосом, а также докладчицей Управления Верховного комиссара ООН по правам человека, Лиз Троссел, которая сказала, что «все люди… должны иметь доступ к признанию гендерной идентичности на основе самоопределения». Шесть феминистских организаций Шотландии (Engender, JustRight Scotland, Scottish Women's Rights Centre, Scottish Women's Aid, Amnesty International Scotland и Rape Crisis Scotland) высказали неодобрение комментариям ас-Салем, утверждая, что перед тем, как сделать свои заявления, она не проконсультировалась ни с шотландскими правозащитными, ни с феминистскими организациями. Шотландское правительство опубликовало подробное опровержение слов ас-Салем, в которых декларировало, что высказанные против закона аргументы не имеют доказательств и не подтверждаются на практике. Также они отметили, что в странах, где введены аналогичные законы о самоопределении гендера, не возникало ситуаций, предсказываемых ас-Салем, а также указали на сильную поддержку законопроекту со стороны шотландских групп по правам женщин.
В 2023 году ас-Салем посетила конференцию TERF FiLiA, против проведения которой проходили протесты.
По заявлению издания New Statesman, «упорное стремление различать пол и гендер усложнило ей жизнь». В открытом письме 2023 года, опубликованном женской правозащитной организацией Association for Women's Rights in Development (AWID) и подписанном несколькими сотнями неправительственных организаций и групп по правам женщин, её обвиняют в трансфобии, что сама ас-Салем отрицает. В защиту ас-Салем опубликованы открытые письма организаций Women's Declaration International и Sex Matters. Ас-Салем задавалась вопросом, почему считается «проблематично» говорить: «Это важно; многие наши потребности происходят из того, что мы женщины или мужчины, и в некоторых случаях может быть адекватно, легитимно и полезно допускать в некоторые пространства только людей одного пола». Правовед Енс Тайлен утверждает, что ас-Салем «использует права женщин как инструмент для подрыва прав трансгендерных людей», считая её действия «ярким примером того, как политические воззрения человека могут усиливать, а не ослаблять угнетение», цитируя письмо AWID. В 2024 году сайт 4W сообщил о том, что бразильская министр по правам женщин Сида Гонсалвес отменила визит ас-Салем в страну из-за гендерно-критичных взглядов последней, которые советница министерства по вопросам ЛГБТ Мария Акину назвала «трансфобной позицией». Немецкий ЛГБТ-журнал Queer.de заявил, что организации по защите прав ЛГБТ давно считают взгляды ас-Салем трансфобными, указывая на их жёсткую критику сотнями женских правозащитных организаций.
Ас-Салем выступала против политики президента США Байдена в Разделе IX по защите прав трансгендерной молодёжи и политики Всемирной организации здравоохранения по признанию самоопределения гендера. Ас-Салем утверждала, что гендерно-критичные активисты подвергаются травле, а также получают обвинения в нацизме, поддержке геноцида и экстремизме.
В 2024 году ас-Салем выступила на конференции, организованной Alliance Defending Freedom, которую Southern Poverty Law Center называет группой ненависти по отношению к ЛГБТ; в своей речи она призывала к «чисто женскому спорту» и запрету трансженщинам участвовать в нём. Также в том же году ас-Салем раскритиковала закон о самоопределении гендера, вступивший в силу в Германии.
Клер Уоксмен, лондонская комиссар по правам жертв, в 2023 году осудила молчание ас-Салем по поводу вышедших отчётов о сексуальном насилии против женщин во время нападения на Израиль 7 октября и после него, во время вторжения ХАМАС. В ответ ас-Салем сказал, что осуждает «то, что произошло 7 октября», утверждая, что связывалась с израильскими неправительственными организациями, но не получила от них ответа, а также заявила, что не может делать «общих заявлений», не имея доказательств. В следующем году ас-Салем сказала, что израильские солдаты совершали «грубейшие нарушения всемирных прав человека и международных законов» в Газе. Она указала на «заслуживающие доверия» сообщения о «многочисленных видах сексуального насилия» против палестинских женщин и девочек, таких как изнасилования и принудительное раздевание при обысках. В ответ на требования предоставить источники своих заявлений ас-Салем процитировала голословные заявления Ричарда Фалка. Израиль отрицает обвинения солдат своей армии в насилии.
В январе 2024 года ас-Салем негативно оценила состав комитета ВОЗ, заявив, что большинство его членов имеет «сильные однобокие взгляды в поддержку гормонального трансгендерного перехода и юридического признания самоопределения гендера», а также что никто из них не является экспертом по развитию подростков. Писательница Хелен Джойс поддержала ас-Салем.
В том же году ас-Салем выступила против стратегии британского правительства по борьбе с насилием в отношении женщин и девочек. Она заявила: «Патриархат укоренился почти на всех уровнях общества, что, вместе с подъёмом мизогинии, пронизывающей физический и онлайн-мир, не даёт тысячам британских женщин и девочек права жить без страха и насилия.
Ас-Салем была одной из множества экспертов ООН, выступивших в июне 2024 года против продажи оружия Израилю в результате конфликта в Газе из-за предполагаемых нарушений Израилем прав человека. Обращение подписали, среди прочих, Паула Гавирия Бетанкур, Тлаленг Мофокенг, Мэри Лоулор, Маргарет Саттертвит и Франческа Альбанезе.
8 октября 2024 года ас-Салем выпустила доклад «Насилие в отношении женщин и девочек в спорте», призывающий к «скринингу половой принадлежности» в спорте, чтобы защитить «чисто женскую» категорию и исключить из неё тех, кто не родились женщинами, а также к тому, что женщины «имеют право на женские пространства». Она осудила допуск Иман Хелиф и Линь Юйтин к соревнованиям среди женщин по боксу на летних Олимпийских играх 2024 года в Париже. Государственный департамент США заявил, что её доклад «ошибочно смешивает трансгендерных людей и людей с интерсекс-вариациями, а также прочих людей с естественными вариациями половых характеристик, используя унизительные термины для трансгендерных людей».